# إتيان لينوار

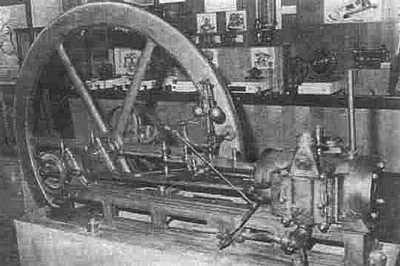
محرك لينوار في متحف الفنون والحرف في باريس.

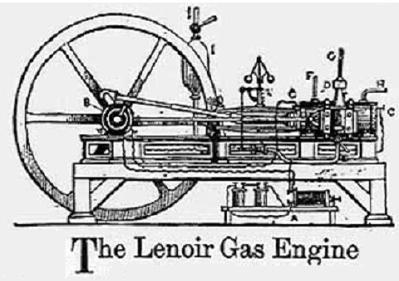
محرك لينوار الغازي، صُنع عام 1860.

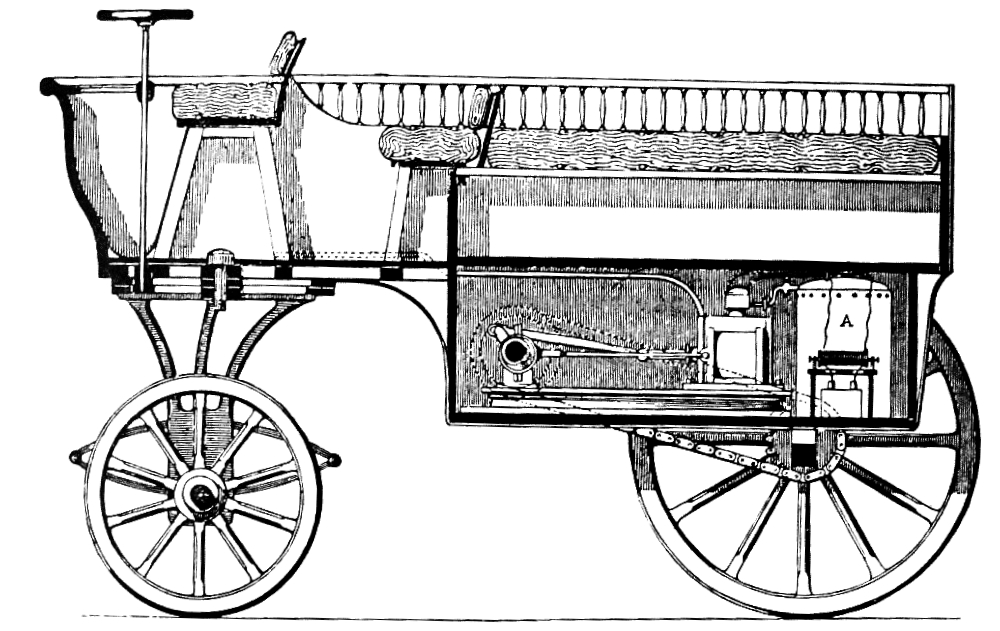
سيارة لينوار المسماه هيموموبيل.

كان جيان جوزيف إتيان لينوار المعروف أيضاً باسم جيان جيه لينوار (12 يناير 1822-4 أغسطس 1900) مهندساً بلجيكياً، طور محرك الاحتراق الداخلي في عام 1858. اختُرعت التصاميم السابقة لهذه المحركات في وقت قريب من 1807 (محرك دي ريفاز)، لكن لم ينجح أياً منها تجارياً.

انتشر محرك لينوار تجارياً بكميات كافيه لاعتباره قد حقق النجاح الأول لمحرك الاحتراق الداخلي.
وُلد في مدينة موسي (جزء من مقاطعة لكسمبورج البلجيكية منذ عام 1839). انتقل إلى فرنسا بحلول 1850، وأقام في مدينة باريس حيث بدأ يظهر اهتمامه بالطلاء الكهربي، وقاده اهتمامه بهذا المجال لاختراعات كهربائية من بينها تلغراف كهربي مطور.
قادت تجربة لينوار مع الكهرباء بحلول عام 1859 إلى تطويره لأول محرك احتراق داخلي يحرق خليط من غاز الفحم والهواء، وذلك عن طريق اشعاله باستخدام ملف حثي كنظام اشعال. حصل لينوار على براءة الاختراع في عام 1860. كان المحرك محركاً بخارياً تم تحويله ليحرق وقود غازي يدفع المكبس في كلا الاتجاهين. لم يكن خليط الوقود يُضغط قبل عملية الإشعال (اختُرع هذا النظام بواسطة فيليب ليبون في عام 1801، والذي طور استخدام الغاز المضئ لإضاءة باريس)، وكان هذا النظام مقبولاً لكنه لم يكن ذو كفاءة، وكان يحدث شوط قدرة عند كل نهاية من نهايتي أسطوانة المحرك. خضعت سيارة هيبوموبيل ذات محرك احتراق داخلي ذو أسطوانة واحدة، قيادة اختبارية من باريس إلى جوينفيل لو بونت باستخدام هيدروجين غازي مضغوط كوقود، وبلغت سرعتها القصوى 9 كيلو متر في خلال 3 ساعات.
كان لينوار مهندساً في شركة بيتيان وشركه، وساعده بيتيان في تأسيس شركاته: مؤسسة لينوار-غوتيه وشركاه للمحركات الباريسية ومؤسسة محركات لينوار في باريس عام 1859 برأس مال بلغ قدره 2 مليون فرانك ومصنع في شارع لاروكيت لتصنيع المحرك وعربة ثلاثية العجلات. عمل المحرك بشكل مقبول، لكنه احتوى على عدة مشاكل، من بينها: انخفاض كفاءة الوقود وإصدار ضوضاء شديدة، وسخونة المحرك بدرجة كبيرة إن لم تُستخدم كمية مياه كافية للتبريد، مما كان يؤدي لتعطل المحرك. أعلنت الصحيفة الباريسية كوسموس انتهاء العصر البخاري، بعد توصية من مجلة ساينتفيك أميريكان بحلول في سبتمبر 1860، وبحلول عام 1865 كان قد بيع 143 محركاً في باريس فقط، وبدأت لندن إنتاج محركات لينوار الغازية استناداً على دراسة أعماله.
انتهى لينوار من عمله على محركه في عام 1859، وكشف عنه في 23 يناير 1860 في حضور 20 ضيف. قال لينوار في كلمته الافتتاحية:
«لو عمل المحرك فسأزوده بمازج وقود يضيف كمية ثابتة من الوقود سواء كان بنزين أو قطران أو أيا كان». أدرك لينوار قيمة الغاز (الغاز المضئ) واستخدمه في محركه لإدارة حدافة المحرك ليظهر المحرك للحياة. استلم لينوار براءة اختراع رقم N.43624 من المعهد الوطني للفنون والمهن عن اختراعه«محرك هوائي مزود باحتراق غازي».

## سيارات لينوار
صنع لينوار سياراته خلال الفترة من عام 1860 إلى 1863. كانت أول سيارة عبارة عن عربة ثلاثية العجلات مزوده بالمحرك في عام 1860. استطاعت سيارته طراز عام 1862 أن تقطع مسافة قدرها 3 كيلو متر خلال ساعة واحدة.
زود لينوار أحد القوارب بمحركه في عام 1861. كشف لينوار عن عربة ثانية ثلاثية العجلات في عام 1863، أسماها هيبوموبيل، وكانت أكبر قليلاً من العربة السابقة. شُغلت هذه العربة بمحرك بلغت قدرته 1.5 حصان وسعته 2543 سم مكعب، واستخدم وقود هيدروكربوني سائل (بترول) مع مازج وقود بدائي صُنع في عام 1886. نجحت العربة في قطع مسافة 11 كيلو متر بين باريس وجوينفيل لو بونت وعادت في زمن قدره 19 دقيقة للذهاب ومثلها للإياب، بسرعة متوسطة أقل من سرعة رجل يسير على قدميه (على الرغم مما لا شك فيه أنها تعرضت لأعطال). نجح ذلك في جذب انتباه تسار ألكسندر الثاني، وأُرسلت سيارة إلى روسيا حيث اختفت هناك. لم يكن لينوار نفسه مسروراً بالنتائج، مع ذلك، باع اختراعاته إلى شركة باريس للغاز، والتفت للعمل في القوارب ذات المحركات، وصنع دورة رباعية الأشواط تعمل بوقود بنفط ليجروان في عام 1888.

## المحركات الثابتة
كانت معظم تطبيقات محرك لينوار كوحدة طاقة ثابتة لتشغيل المطابع ومضخات المياه وأدوات الألة. كانت المحركات تصدر ضوضاء مرتفعة بعد الاستخدام لفترة طويلة، ومع ذلك، بدأ مهندسون أخرين وخصوصاً نيكولاس أوتو، بعمل تحسينات في تقنية محرك الاحتراق الداخلي تفوقت على تصميم لينوار في النهاية. صُنع حوالي 500 محرك من محركات لينوار، تراوحت قدرتهم بين 6 و20 حصان، وصُنع بعضهم بموجب ترخيص في ألمانيا.

## الهندسة الكهربائية
عاد لينوار لممارسة الهندسة الكهربائية في عام 1865. طور لينوار نوعاً جديداً من التلغراف الآلي يستطيع إرسال المعلومات في صورة كتابية. كان لهذا الجهاز أهمية كبيرة خلال الحرب الفرنسية البروسية. قام لينوار بتركيب نسخة من محركه في قارب طوله 12 متر يملكه السيد/دالوز، والذي استخدمه في نهر السين لمدة عامين.

## الجنسية الفرنسية
مُنح لينوار الجنسية الفرنسية في عام 1870 نظراً لجهوده خلال الحرب الفرنسية البروسية، كما مُنح جائز وسام جوقة الشرف في عام 1881 (لجهوده في تطوير جهاز التلغراف)، افتقر لينوار في سنواته الأخيرة بالرغم من نجاح محركه.

## الجوائز
حصل لينوار قبل وفاته بقليل على جائزة من نادي السيارات الفرنسي في 16 يوليو عام 1900، وكانت عبارة عن لوحة فيرميل مكتوب عليها «تكريماً لأعماله العظيمة كمخترع للمحرك الغازي وكصانع لأول سيارة في العالم».
مات لينوار في لافارين سانت هيلير في 4 سبتمبر 1900.

## وصلات خارجية
- تاريخ السيارات ذات المحركات في مؤسسة نيورج في المملكة المتحدة.